# 白玛曲定寺
白玛曲定寺，位于西藏自治区日喀则市南木林县多角乡，是一座藏传佛教尼姑寺院。

## 简介
白玛曲定寺是位于西藏自治区日喀则市南木林县多角乡的一座藏传佛教尼姑寺院。
2012年，白玛曲定寺尼姑扎西央宗被评为西藏自治区爱国守法先进僧尼。